# Mathias Taube
Mathias Taube (21 de septiembre de 1876 – 23 de junio de 1934) fue un actor, pintor e ilustrador de nacionalidad sueca.

## Biografía
Nacido en Lindesberg, Suecia, sus padres eran Axel Taube y Johanna Matilda Törnsten. Primo de Evert Taube (1890–1976) Taube estudió pintura en escuelas técnicas de Malmö y Estocolmo entre 1894 y 1897, en la Real Academia de Bellas Artes de Dinamarca desde 1897 a 1901, y en Dresde entre 1902 y 1905. En la década de 1890 participó en una exposición con jóvenes artistas en Copenhague, y formó parte del grupo Skånska konstnärslaget formando parte de otras exposiciones en Ängelholm, Malmö, Estocolmo y Lund entre 1905 y 1913, así como en la muestra Lundautställningen 1907. También trabajó para exposiciones organizadas por la Konstföreningen för södra Sverige (Sociedad artística del sur de Suecia) y por la Asociación de arte de Skåne, y en 1920 fue uno de los participantes en una exposición organizada por la sociedad Konstnärsringen de Estocolmo. Cono artista trabajó en diferentes retratos por encargo para varias organizaciones de Dinamarca, siendo ilustrador de la representación de Julen i Norrbotten, de Hugo Samzelius. 
Debutó como actor en el Komediteatern en abril de 1912, y actuó por vez primera en el cine en 1916, trabajando en más de una veintena de producciones cinematográficas. Taube actuó en el Teatro Oscar entre 1926 y 1932, en el Radioteatern desde 1929, y en el Ekmansteatern a partir de 1932. 
Mathias Taube falleció de manera súbita en 1934 en Estocolmo, mientras caminaba, Fue enterrado en el Cementerio Norra begravningsplatsen de dicha ciudad. El 9 de mayo de 1911 se había casado en Copenhague con la periodista danesa Ella Ekman-Hansen (1884–1966). La pareja tuvo una hija actriz, Aino Taube (1912–1990). 

## Filmografía
- 1916 : Therèse
- 1916 : Dödskyssen
- 1916 : Skepp som mötas
- 1917 : Vem sköt?
- 1921 : Johan
- 1921 : Högre ändamål
- 1924 : Flickan från Paradiset
- 1924 : Folket i Simlångsdalen
- 1925 : Ingmarsarvet
- 1925 : Styrman Karlssons flammor
- 1926 : Hon, han och Andersson
- 1926 : Sven Klingas levnadsöde
- 1928 : Ådalens poesi
- 1929 : Rågens rike
- 1930 : Hjärtats röst
- 1931 : En kvinnas morgondag
- 1931 : En kärleksnatt vid Öresund
- 1932 : Värmlänningarna
- 1932 : Vi som går köksvägen
- 1934 : Uppsagd

## Teatro (selección)

### Actor
- 1912 : Fannys första stycke, de George Bernard Shaw, dirección de Gustaf Collijn, Komediteatern[4]
- 1912 : Erlingsnäs, de Ejnar Smith, dirección de Emil Grandinson, Komediteatern[5]
- 1912 : Storken, de Hans Aanrud, Komediteatern[6]
- 1912 : Vid korsvägen, de Ernst Didring, dirección de Emil Grandinson y Knut Michaelson, Komediteatern[7]
- 1912 : Drönaren, de Rutherford Mayne, dirección de Emil Grandinson, Komediteatern[8]
- 1912 : Moppy och Poppy, de Olaf Hansson, dirección de Emil Grandinson, Komediteatern[9]
- 1913 : Eldskärmen, de Alfred Sutro, dirección de Knut Michaelson, Komediteatern[10]
- 1913 : Fästningen faller, de Sacha Guitry, dirección de Knut Michaelson, Komediteatern[11]
- 1913 : Aldrig i livet, de Gustaf af Geijerstam, dirección de Emil Grandinson, Komediteatern[12]
- 1913 : Vildfåglar, de John Galsworthy, dirección de Knut Michaelson, Komediteatern[13]
- 1913 : Simpson och Delila, de Sven Lange, dirección de Emil Grandinson, Komediteatern[14]
- 1913 : Dynastin Peterberg, de Mikael Lybeck, dirección de Knut Michaelson, Komediteatern[15]
- 1914 : Hemligheten, de Henry Bernstein, dirección de Knut Michaelson, Komediteatern[16]
- 1914 : Jagad, de John Galsworthy, dirección de Emil Grandinson, Komediteatern[17]
- 1914 : En butiksfröken, de Frantz Fonson y Ferdinand Wickeler, dirección de Gustaf Collijn, Komediteatern[18]
- 1914 : Den fule Ferante, de Sabatino Lopez, dirección de Emil Grandinson, Komediteatern[19]
- 1914 : Leka med elden, de August Strindberg, dirección de Emil Grandinson, Komediteatern[20]
- 1914 : Karlavagnen, de Tor Hedberg, dirección de Einar Fröberg, Komediteatern[21]
- 1914 : Boubouroche, de Georges Courteline, dirección de Einar Fröberg, Komediteatern[22]
- 1914 : Undervattensbåten Svalan, de A Moureaux y J Pérard, dirección de Einar Fröberg, Komediteatern
- 1915 : Attentatet, de Leo Birinski, dirección de Emil Grandinson, Komediteatern[23]
- 1915 : Kärleken till nästan, de Gunnar Heiberg, dirección de Emil Grandinson, Komediteatern[24]
- 1915 : Las alegres comadres de Windsor, de William Shakespeare, dirección de Emil Grandinson, Komediteatern[25]
- 1915 : Den politiske kannstöparen, de Ludvig Holberg, dirección de Einar Fröberg, Komediteatern[26]
- 1915 : Äktenskapets förskola, de Otto Erich Hartleben, dirección de Einar Fröberg, Komediteatern[27]
- 1915 : Hittebarnet, de August Blanche, dirección de Einar Fröberg, Komediteatern[28]
- 1915 : Moral, de Ludwig Thoma, dirección de Einar Fröberg, Komediteatern[29]
- 1916 : Gustaf III, de August Strindberg, dirección de Einar Fröberg, Komediteatern[30]
- 1916 : Generalrepetition på ett dyrbart liv, de Harry Vosberg, dirección de Albin Lavén, Komediteatern[31]
- 1917 : Zoologi, de Ludwig Thoma, dirección de Einar Fröberg, Komediteatern[32]
- 1918 : Ricardo III, de William Shakespeare, dirección de Einar Fröberg, Komediteatern[33]
- 1918 : Ljunghuset, de Nils Wilhelm Lund, dirección de Einar Fröberg, Komediteatern[34]
- 1918 : Skandalskolan, de Richard Brinsley Sheridan, dirección de Einar Fröberg, Komediteatern[35]
- 1919 : Nöddebo prästgård, de Elith Reumert, dirección de Josua Bengtson, Komediteatern[36]
- 1919 : Balkongen, de Gunnar Heiberg, dirección de Rune Carlsten, Komediteatern[37]
- 1919 : En gammal ungkarls moral, de William J. Locke, dirección de Albert Ståhl, Komediteatern[38]
- 1919 : Ambrosius, de Christian Molbech, dirección de Einar Fröberg, Komediteatern[39]
- 1919 : Individernas förbund, de Einar Fröberg, dirección de Einar Fröberg, Komediteatern[40]
- 1919 : Segergudinnan, de Ernst Didring, Komediteatern[41]
- 1919 : Nej, de Johan Ludvig Heiberg, dirección de Josua Bengtson, Komediteatern[42]
- 1919 : Den nya garnisonen, de Louis Angely y C.G. Etienne, dirección de Josua Bengtson, Komediteatern[43]
- 1920 : Barnsölet, de Ludvig Holberg, dirección de Rune Carlsten, Komediteatern[44]
- 1920 : Aigretten, de Dario Niccodemi, dirección de Einar Fröberg, Komediteatern[45]
- 1920 : Änkleken, de William Somerset Maugham, dirección de Rune Carlsten, Komediteatern[46]
- 1920 : Professor Storitzyn, de Leonid Andréiev, dirección de Einar Fröberg, Komediteatern[47]
- 1920 : Fästningen faller, de Sacha Guitry, Komediteatern[48]
- 1921 : Påsk, de August Strindberg, Komediteatern[49]
- 1921 : Himlens hemlighet, de Pär Lagerkvist, dirección de Einar Fröberg, Komediteatern[50]
- 1924 : Dulcie, de George S. Kaufman y Marc Connelly, dirección de Einar Fröberg, Komediteatern[51][52]
- 1924 : Kungens amour, de Brita von Horn, dirección de Mathias Taube, Komediteatern[53]
- 1926 : Den däringa Dagmar, de Ove Ansteinsson, Tantolundens friluftsteater[54]
- 1926 : Dollar, de Hjalmar Bergman, dirección de John W. Brunius, Teatro Oscar[55]
- 1926 : Vad varje kvinna vet, de James Matthew Barrie, dirección de Pauline Brunius, Teatro Oscar[56]
- 1926 : Svenska Sprätthöken, de Carl Gyllenborg, dirección de Rune Carlsten, Teatro Oscar[57]
- 1926 : Sanningens pärla, de Zacharias Topelius, dirección de Rune Carlsten, Teatro Oscar[58]
- 1926 : Han som får örfilarna, de Leonid Andréiev, dirección de Gösta Ekman (sénior), Teatro Oscar[59][60]
- 1926 : Lycko-Pers resa, de August Strindberg, dirección de Rune Carlsten, Teatro Oscar[61]
- 1927 : La fierecilla domada, de William Shakespeare, dirección de Gösta Ekman (sénior) y Johannes Poulsen, Teatro Oscar[62]
- 1927 : Bättre folk, de Avery Hopwood y David Gray, dirección de Pauline Brunius, Teatro Oscar[63][64]
- 1927 : Dibbuk - Mellan tvenne världar, de S. Ansky, dirección de Robert Atkins, Teatro Oscar[65][66]
- 1928 : Gustaf III, de August Strindberg, dirección de Rune Carlsten, Teatro Oscar[67]
- 1928 : Rötmånad, de Erik Lindorm, dirección de John W. Brunius, Teatro Oscar[68][69]
- 1928 : Skandalskolan, de Richard Brinsley Sheridan, dirección de Johannes Poulsen, Teatro Oscar[70][71]
- 1928 : Patrasket, de Hjalmar Bergman, dirección de John W. Brunius, Teatro Oscar[72]
- 1928 : Hokus-Pokus, de Curt Goetz, dirección de Gösta Ekman (sénior), Teatro Oscar[73]
- 1928 : Julio César, de William Shakespeare, dirección de Rune Carlsten, Teatro Oscar[74]
- 1929 : Volpone, de Ben Jonson, dirección de Gunnar Klintberg, Teatro Oscar[75]
- 1929 : Kära släkten, de Gustav Esmann, dirección de Rune Carlsten, Teatro Oscar[76]
- 1929 : Kära släkten, de Gustav Esmann, dirección de Rune Carlsten, Teatro Oscar
- 1931 : En japansk tragedi, de John Masefield, dirección de Per Lindberg, Konserthusteatern[77]
- 1933 : Vi Hallams, de Rose Franken, dirección de Knut Martin, Blancheteatern[78]
- 1934 : Hamlet, de William Shakespeare, dirección de Per Lindberg, Vasateatern[79][80]

### Director
- 1924 : Kungens amour, de Brita von Horn, Komediteatern[81]
- 1925 : Mr. Pim Passes By, de A. A. Milne, Blancheteatern
- 1925 : Double Exposure, de Avery Hopwood, adaptación de E.A. Stocktorp, Blancheteatern
- 1925 : Fanny and the Servant Problem, de Jerome K. Jerome, Komediteatern
- 1925 : Wettlauf mit dem Schatten, de Wilhelm von Scholz, Komediteatern
- 1925 : Bron över Tajo, de Gustav Lindvall, Komediteatern
- 1926 : I skolan igen, de André Birabeau, Blancheteatern[82]